# Mali Hrib
Mali hrib je naselje v Občini Kamnik.